# Близикуче
Близикуче (чорн. Blizikuće/Близикуће) — село (поселення) в Чорногорії, підпорядковане общині Будва. Населення — 0 мешканців.

## Населення
Динаміка чисельності населення (станом на 2003 рік):
- 1948 → 44
- 1953 → 29
- 1961 → 28
- 1971 → 33
- 1981 → 17
- 1991 → 17
- 2003 → 0

Слід зазначити, що перепис населення проводився в часи міжетнічного протистояння на Балканах й тоді частина чорногорців солідаризувалася з сербами й відносила себе до спільної з ними національної групи (найменуючи себе югославами-сербами — притримуючись течії панславізму). Тому, у запланованому переписі на 2015 рік очікується суттєва кореляція цифр національного складу (в сторону збільшення кількості чорногорців) — оскільки тепер чіткіше проходитиме розмежування, міжнаціональне, у самій Чорногорії. Тим дивніша стала картина з населенням Блізикуче, адже там наявна певна кількість мешканців, які через певні етнічні та релігійні моменти відмовилися реєструватися під час перепису населення.